# Mamoa de Lamas
La Mamoa de Lamas est un dolmen situé dans la paroisse de Lamas sur le territoire de la municipalité de Braga (District de Braga) au Portugal. 
,. 
Le mot mamoa (pt) est utilisé dans le nord-ouest de la péninsule ibérique pour désigner les tumulus funéraires caractéristiques du Néolithique. Environ 5 000 structures mégalithiques de ce type ont été construites dans l'ouest de la péninsule Ibérique par les successeurs de la culture de la céramique cardiale ou Cardial.
Il a été classé Bien d'intérêt municipal (Catégorie SIM) .

## Description
Le monument mégalithique a été construit à l'époque néolithique (environ 3000 av. J.-C.) et a les dimensions moyennes d'un tumulus. Il recouvrait un dolmen dont il ne reste que trois orthostates conservées "in situ" , le reste étant retrouvé dans les environs du tertre. Sa découverte a également révélé plusieurs informations sur le passé de la région.
En février 1993, lors de fouilles effectuées pour l'urbanisation d'une zone haute, la structure d'une tombe mégalithique a été mise au jour, encore protégée par les terres du tertre. De telles traces sont devenues évidentes en raison de l'action de l'excavatrice qui effectuait des travaux de terrassement dans cette zone.

## Galerie

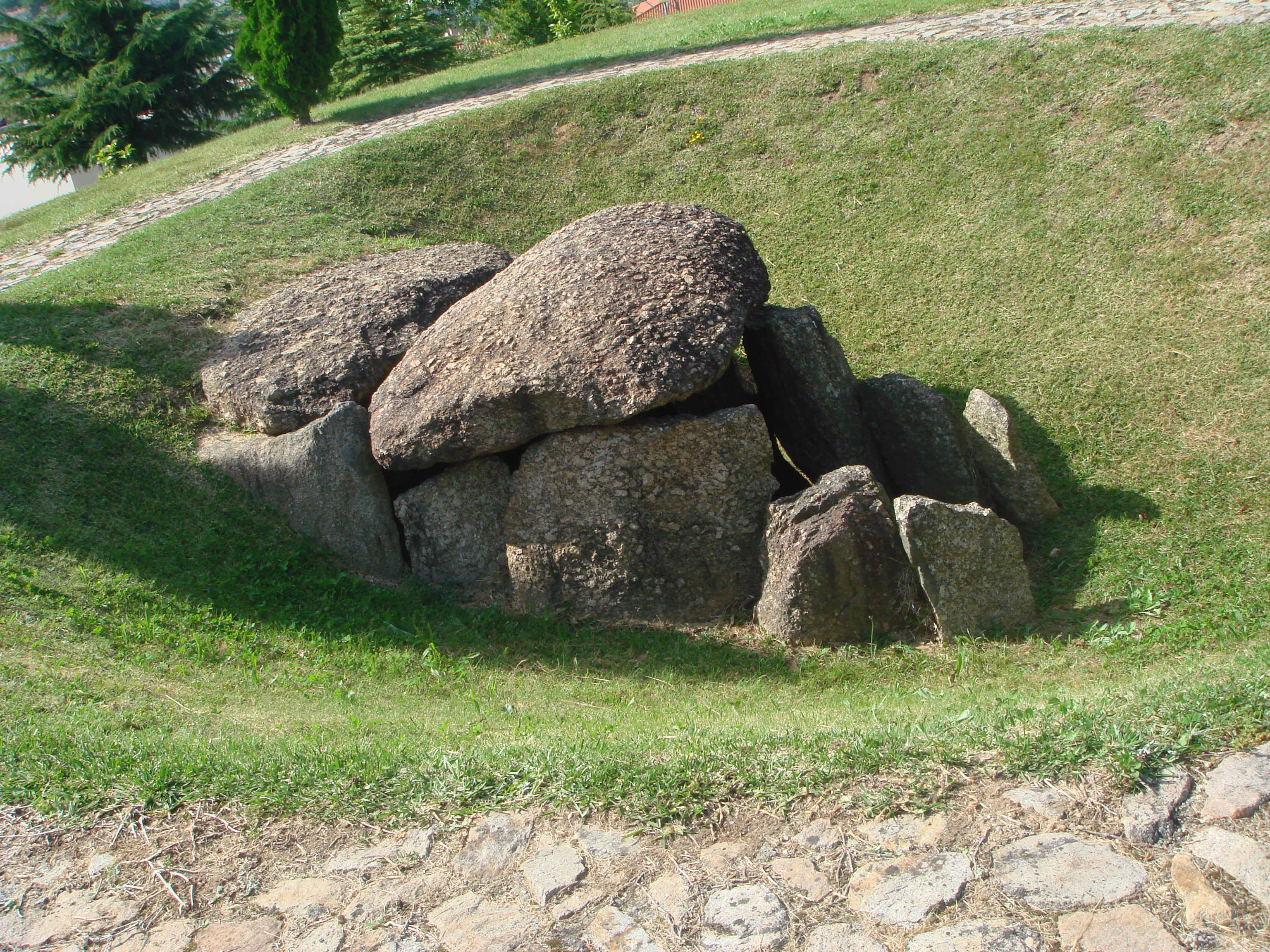
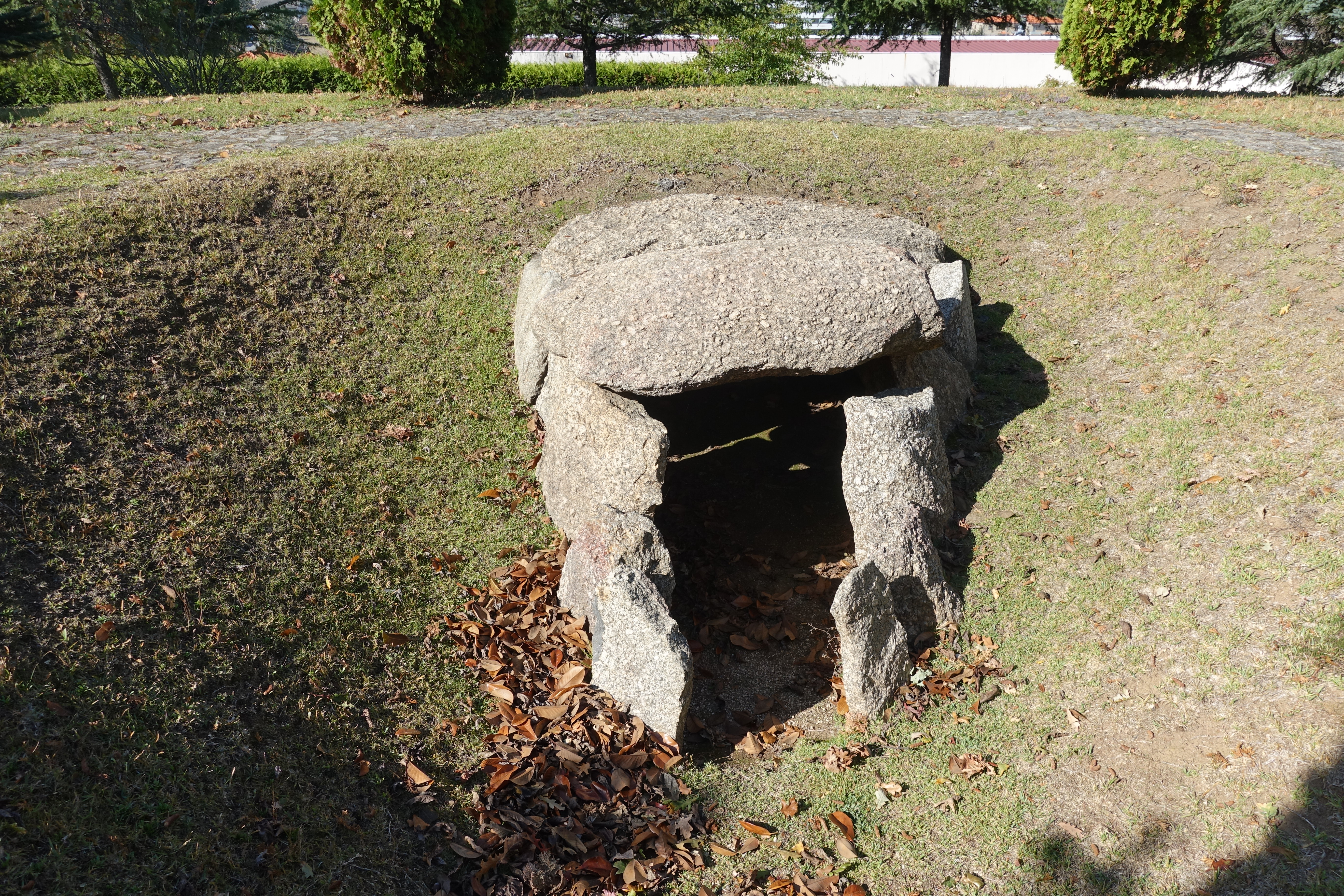